# Mary Hartline
Mary Pauline Hartline (* 29. Oktober 1927 in Hillsboro, Illinois; † 12. August 2020 ebenda) war eine US-amerikanische Schauspielerin und Moderatorin. Sie wurde durch die von ihr mitmoderierte Show Super Circus einer der ersten Stars des amerikanischen Fernsehens.

## Leben
Mary Hartline wurde als zweites Kind von Paul und Dorothy Crowder Hartline geboren. Ihr Vater war Politiker und Vorsitzender der Demokratischen Partei im Montgomery County. Hartline absolvierte ihren Schulabschluss an der Hillsboro High School, wo sie beim Abschlussball als „Queen of Love and Beauty“ betitelt wurde.
Der ebenfalls aus dem Montgomery County stammende Bandleader und Radiomoderator Harold Stokes entdeckte Hartline, während er sein Debüt im Fernsehen plante. Er engagierte sie daraufhin als Tänzerin für seine Show und ermutigte Hartline, nach Chicago zu ziehen und dort als Model zu arbeiten.
1946 wurde sie von der American Broadcasting Company unter Vertrag genommen und war fortan Teil der Besetzung der von Harold Stokes produzierten Show Teen Town, in der sie unter anderem mit Dick York auftrat. Während ihres Engagements in der Show fiel Hartline für kurze Zeit aus, nachdem sie an Poliomyelitis erkrankt war, kehrte nach ihrer Heilung aber wieder zur Besetzung zurück. Kurz darauf heiratete sie ihren Mentor Harold Stokes, der 42 Jahre älter war.
1949 wurde Mary Hartline gemeinsam mit Claude Kirchner und Mike Wallace Moderatorin der Show Super Circus, in der in einer zirkusähnlichen Kulisse artistische Kunststücke, Sketche und Musiknummern aufgeführt wurden. Hartline trug während ihrer Auftritte zumeist eine Art Paradeuniform und wurde durch die Sendung zu einem landesweiten Star und Sexsymbol. Dadurch entstanden zahlreiche Fanartikel, darunter eine Mary-Hartline-Puppe. Super Circus wurde erfolgreich mit derselben Besetzung sechs Jahre lang in Chicago produziert, ehe das Studio 1955 Claude Kirchner und Mary Hartline durch Jerry Colonna und Sandy Wirth ersetzte. Dies erwies sich jedoch als Flop: Bereits nach einer Staffel unter der neuen Besetzung wurde die nun in New York gedrehte Show 1956 abgesetzt.
Nach Super Circus versuchte Mary Hartline eine Solokarriere. Bereits 1951 hatte sie mit der Mary Hartline Show eine eigene Sendung, die jedoch nur kurzlebig war. Ab 1957 moderierte sie für eineinhalb Jahre die Sendung Princess Mary’s Magic Castle im lokalen Fernsehsender Chicago TV. Nach deren Absetzung beendete Hartline ihre Fernsehkarriere und zog sich ins Privatleben zurück.
Nach der Scheidung von Harold Stokes 1951 war Mary Hartline noch drei weitere Male verheiratet. Die Ehe mit dem Anwalt George Barnard wurde 1960 geschieden. Ihr dritter Ehemann, der aus Chicago stammende Bauunternehmer George Carlson, starb kurz nach der Hochzeit. Ihre vierte und letzte Ehe mit dem F.-W.-Woolworth-Company-Erben Woolworth Donahue hielt bis zu dessen Tod im Jahr 1972. Das Paar besaß Anwesen in Palm Beach und auf Long Island, die Hartline auch nach Woolworth Donahues Tod für mehrere Jahre bewohnte. Zuletzt lebte sie in ihrer Geburtsstadt Hillsboro. Für ihre Verdienste um das amerikanische Fernsehen wurde Hartline 2012 mit einer eigenen Ausstellung im Museum of Broadcast Communications geehrt.
Mary Hartline starb am 12. August 2020 im Alter von 92 Jahren in ihrem Haus in Hillsboro.